# Pandora heteropterae
Pandora heteropterae är en svampart som först beskrevs av Balazy, och fick sitt nu gällande namn av S. Keller 2005. Pandora heteropterae ingår i släktet Pandora och familjen Entomophthoraceae.   Inga underarter finns listade i Catalogue of Life.